# La Romagne (Maine-et-Loire)
Pour les articles homonymes, voir Romagne.
La Romagne est une commune française située dans le département de Maine-et-Loire en région Pays de la Loire.

## Géographie

### Localisation
Commune angevine des Mauges, La Romagne se situe au sud-est de Roussay, sur la route D 753, Tiffauges - La Séguinière.

### Aux alentours
Les communes les plus proches, à vol d'oiseau, sont Roussay (5 km), Saint-André-de-la-Marche (5 km), Le Longeron (6 km), La Séguinière (6 km), Saint-Christophe-du-Bois (7 km), La Renaudière (7 km), Saint-Macaire-en-Mauges (7 km), Torfou (8 km) et Saint-Aubin-des-Ormeaux (8 km).

### Géologie et relief
Son territoire se trouve sur un haut plateau, incliné vers la rivière la Moine. Il se situe sur l'unité paysagère du plateau des Mauges.

### Hydrographie
La Moine traverse la commune en limite nord-est.

### Climat
Pour des articles plus généraux, voir Climat des Pays de la Loire et Climat de Maine-et-Loire.
En 2010, le climat de la commune est de type climat océanique altéré, selon une étude du CNRS s'appuyant sur une série de données couvrant la période 1971-2000. En 2020, Météo-France publie une typologie des climats de la France métropolitaine dans laquelle la commune est exposée à un climat océanique et est dans la région climatique Bretagne orientale et méridionale, Pays nantais, Vendée, caractérisée par une faible pluviométrie en été et une bonne insolation.
Pour la période 1971-2000, la température annuelle moyenne est de 11,7 °C, avec une amplitude thermique annuelle de 14 °C. Le cumul annuel moyen de précipitations est de 773 mm, avec 12,2 jours de précipitations en janvier et 6,2 jours en juillet. Pour la période 1991-2020, la température moyenne annuelle observée sur la station météorologique de Météo-France la plus proche, sur la commune de Cholet à 11 km à vol d'oiseau, est de 12,3 °C et le cumul annuel moyen de précipitations est de 772,5 mm,. Pour l'avenir, les paramètres climatiques de la commune estimés pour 2050 selon différents scénarios d'émission de gaz à effet de serre sont consultables sur un site dédié publié par Météo-France en novembre 2022.

## Urbanisme
Morphologie urbaine : Le village s'inscrit dans un territoire essentiellement rural.

### Typologie
Au 1er janvier 2024, La Romagne est catégorisée bourg rural, selon la nouvelle grille communale de densité à sept niveaux définie par l'Insee en 2022.
Elle est située hors unité urbaine. Par ailleurs la commune fait partie de l'aire d'attraction de Cholet, dont elle est une commune de la couronne,. Cette aire, qui regroupe 26 communes, est catégorisée dans les aires de 50 000 à moins de 200 000 habitants,.

### Occupation des sols
L'occupation des sols de la commune, telle qu'elle ressort de la base de données européenne d’occupation biophysique des sols Corine Land Cover (CLC), est marquée par l'importance des territoires agricoles (92,2 % en 2018), en diminution par rapport à 1990 (94,2 %). La répartition détaillée en 2018 est la suivante : 
prairies (42,2 %), terres arables (35,1 %), zones agricoles hétérogènes (15 %), zones urbanisées (7,4 %), forêts (0,4 %). L'évolution de l’occupation des sols de la commune et de ses infrastructures peut être observée sur les différentes représentations cartographiques du territoire : la carte de Cassini (XVIIIe siècle), la carte d'état-major (1820-1866) et les cartes ou photos aériennes de l'IGN pour la période actuelle (1950 à aujourd'hui).

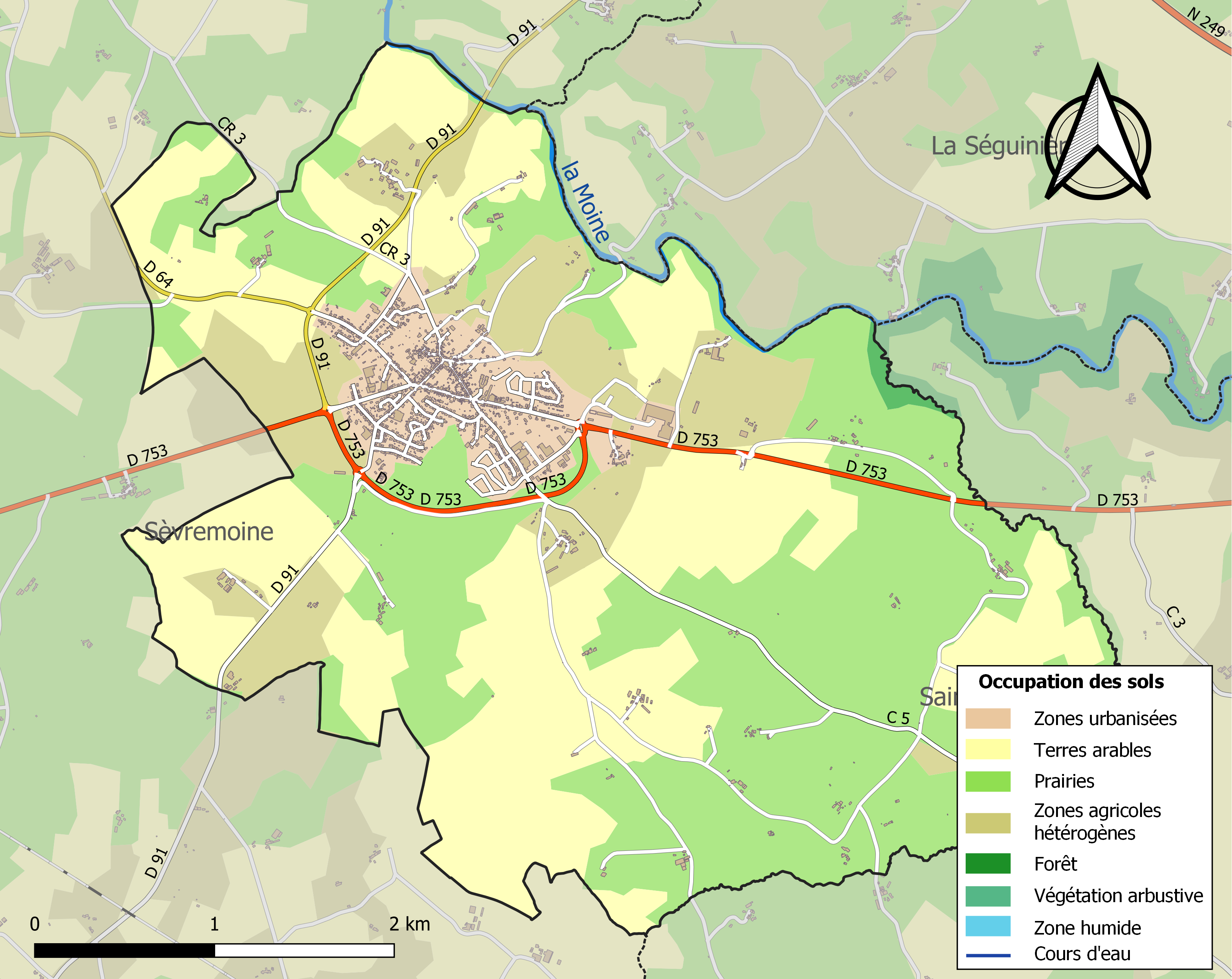
Carte des infrastructures et de l'occupation des sols de la commune en 2018 (CLC).

### Habitat
En 2017, le nombre total de logements dans la commune est de 831, alors qu'il était de 600 en 1999. Parmi ces logements, 93 % sont des résidences principales, 1 % des résidences secondaires et 5 % des logements vacants. Ces logements sont pour 95 % d'entre eux des maisons individuelles et pour 5 % des appartements.

## Toponymie
Formes anciennes du nom : Ecclesia de Romania en 1107, Ecclesia Romagnie en 1132 circa, Ecclesia de Romagne au XIIIe, La Romagne en 1793 et 1801,,.
La commune tire son nom de son premier propriétaire Romanius, dérivé de Romanus, et qui a donné le prénom de Romain. L'occupation romaine au lieu-dit de La Bouterie fait dire à Gellusseau dans son Histoire de Cholet que Romagne pourrait être aussi issu de Roma magna, c'est-à-dire « Rome la grande ».
Les habitants se nomment les Romagnons.

## Histoire

### Préhistoire
Deux haches en pierre polie ont été trouvées sur son territoire.

### Antiquité
La voie antique de Montfaucon à Mortagne traverse La Romagne. Un établissement est peut-être existant dans les premiers temps gallo-romains.

### Moyen Âge
Le prieuré et l'église, dont on ignore la date de fondation, dépendent de l'abbaye de Saint-Laon-de-Thouars. La première mention de La Romagne date de 1118, dans une confirmation par bulle que l'église paroissiale appartient aux religieux de l'abbaye de Saint-Laon-de-Thouars. Un prieuré-cure y est établi au milieu du XIIIe siècle.

### Ancien Régime
La paroisse, qui se trouvait en pays de marche de Poitou, Anjou et Bretagne, est l'une des plus petites de la généralité de Tours. Elle compte une quinzaine de métairies. Elle relève au XVIe siècle de la baronnie de Montfaucon pour partie et de la châtellenie de Tiffauges pour partie.

### Époque contemporaine
Durant la Révolution, La Romagne se trouve au centre du pays insurgé. Le bourg est incendié en 1794 par les colonnes infernales. Le nombre d'habitants passe de 1 006 en 1790 à 812 en 1801.
L'église, incendiée en 1794, est reconstruite en 1840-1841, sans rien conserver de l'ancienne,.

## Politique et administration

### Administration municipale
Municipalité en 1790.

### Intercommunalité
La commune est membre de l'Agglomération du Choletais après transformation de la communauté d'agglomération du Choletais.

### Autres circonscriptions
La Romagne se trouve jusqu'en 2015 dans le canton de Montfaucon-Montigné, dans l'arrondissement de Cholet. Dans le cadre de la réforme territoriale de 2014, un nouveau découpage territorial pour le département de Maine-et-Loire est défini par le décret du 26 février 2014. Le canton de Montfaucon-Montigné disparait et la commune est rattachée au canton de Saint-Macaire-en-Mauges, avec une entrée en vigueur au renouvellement des assemblées départementales de 2015.

## Population et société

### Démographie

#### Évolution démographique
L'évolution du nombre d'habitants est connue à travers les recensements de la population effectués dans la commune depuis 1793. Pour les communes de moins de 10 000 habitants, une enquête de recensement portant sur toute la population est réalisée tous les cinq ans, les populations de référence des années intermédiaires étant quant à elles estimées par interpolation ou extrapolation. Pour la commune, le premier recensement exhaustif entrant dans le cadre du nouveau dispositif a été réalisé en 2004.

En 2022, la commune comptait 2 012 habitants, en évolution de +9,65 % par rapport à 2016 (Maine-et-Loire : +2,12 %, France hors Mayotte : +2,11 %).
| 1793  | 1800 | 1806 | 1821 | 1831 | 1836 | 1841 | 1846  | 1851  |
| ----- | ---- | ---- | ---- | ---- | ---- | ---- | ----- | ----- |
| 1 000 | 812  | 571  | 724  | 837  | 812  | 928  | 1 028 | 1 080 |

| 1856  | 1861  | 1866  | 1872  | 1876  | 1881  | 1886  | 1891  | 1896  |
| ----- | ----- | ----- | ----- | ----- | ----- | ----- | ----- | ----- |
| 1 161 | 1 268 | 1 283 | 1 268 | 1 279 | 1 286 | 1 287 | 1 313 | 1 223 |

| 1901  | 1906  | 1911  | 1921 | 1926 | 1931 | 1936 | 1946 | 1954  |
| ----- | ----- | ----- | ---- | ---- | ---- | ---- | ---- | ----- |
| 1 211 | 1 140 | 1 089 | 974  | 998  | 939  | 919  | 929  | 1 012 |

| 1962  | 1968  | 1975  | 1982  | 1990  | 1999  | 2004  | 2006  | 2009  |
| ----- | ----- | ----- | ----- | ----- | ----- | ----- | ----- | ----- |
| 1 037 | 1 048 | 1 182 | 1 434 | 1 603 | 1 587 | 1 639 | 1 644 | 1 731 |

| 2014  | 2019  | 2022  | - | - | - | - | - | - |
| ----- | ----- | ----- | - | - | - | - | - | - |
| 1 791 | 1 947 | 2 012 | - | - | - | - | - | - |

#### Pyramide des âges
La population de la commune est relativement jeune.
En 2018, le taux de personnes d'un âge inférieur à 30 ans s'élève à 39,0 %, soit au-dessus de la moyenne départementale (37,2 %). À l'inverse, le taux de personnes d'âge supérieur à 60 ans est de 21,5 % la même année, alors qu'il est de 25,6 % au niveau départemental.
En 2018, la commune compte 957 hommes pour 956 femmes, soit un taux de 50,03 % d'hommes, légèrement supérieur au taux départemental (48,63 %).
Les pyramides des âges de la commune et du département s'établissent comme suit.
| Hommes | Classe d’âge | Femmes |
| ------ | ------------ | ------ |
| 0,4    | 90 ou +      | 1,2    |
| 5,6    | 75-89 ans    | 6,6    |
| 14,6   | 60-74 ans    | 14,6   |
| 18,9   | 45-59 ans    | 18,5   |
| 22,1   | 30-44 ans    | 19,6   |
| 18,5   | 15-29 ans    | 16,9   |
| 19,9   | 0-14 ans     | 22,6   |

| Hommes | Classe d’âge | Femmes |
| ------ | ------------ | ------ |
| 0,9    | 90 ou +      | 2,1    |
| 7      | 75-89 ans    | 9,5    |
| 16,2   | 60-74 ans    | 16,9   |
| 19,4   | 45-59 ans    | 18,7   |
| 18,2   | 30-44 ans    | 17,5   |
| 18,8   | 15-29 ans    | 17,6   |
| 19,5   | 0-14 ans     | 17,6   |

### Vie locale
Le groupe scolaire est privé. Il comprend une école primaire et maternelle. L'école publique a fermé à la fin des années 1960 par manque d'effectifs.
On y trouve également une maison familiale rurale, Le Vallon.
Plusieurs équipements sportifs sont présents sur la commune : deux terrains de football et un complexe omnisports. On y pratique le tennis de table, le football, le BMX, le badminton, le volley-ball, le cyclotourisme, la marche, la danse, la gymnastique, etc. D'un point de vue sportif, La Romagne se distingue par son club de tennis de table (Stella Sports La Romagne) évoluant dans l'élite française en championnat de France Pro A de tennis de table.
La bibliothèque, située rue nationale, est animée par une équipe de bénévoles. La commune compte également une salle municipale.

## Économie

### Revenus de la population et fiscalité
Le revenu fiscal médian par ménage sur La Romagne est en 2018 de 21 870 €, pour une moyenne sur le département de 21 110 €.

### Population active et emploi
La population âgée de 15 à 64 ans s'élève en 2017 à 1 180 personnes (pour 1 112 en 2007), parmi lesquelles on compte 83 % d'actifs dont 76 % ayant un emploi et 6 % de chômeurs.
En 2017 on dénombre 544 emplois dans la commune, contre 511 en 2007. Le nombre d'actifs ayant un emploi résidant dans la commune est de 909. L'indicateur de concentration d'emploi est de 60 %, ce qui signifie que la commune offre un nombre d'emplois inférieur au nombre d'actifs, indicateur en légère baisse par rapport à 2007 (61 %).

### Tissu économique
Au XVIIIe siècle, la population compte 159 agriculteurs et 119 artisans. Au début du XXe siècle, l'industrialisation du tissage prend le relais des métiers à tisser à main, puis la chaussure prend la place du textile. En 1986, on trouve 45 exploitations agricoles pratiquant la polyculture (cultures fourragères, céréales) et surtout l'élevage de bovins, une entreprise de fer forgé, deux entreprises de maçonnerie et douze entreprises artisanales.
Sur 117 établissements présents sur la commune à fin 2010, 24 % relèvent du secteur de l'agriculture (pour une moyenne de 17 % sur le département), 9 % du secteur de l'industrie, 15 % du secteur de la construction, 43 % de celui du commerce et des services et 9 % du secteur de l'administration et de la santé. Cinq ans plus tard, en 2015, sur les 120 établissements présents, 14 % relèvent du secteur de l'agriculture (pour une moyenne de 11 % sur le département), 7 % du secteur de l'industrie, 18 % de celui de la construction, 52 % du secteur du commerce et des services et 10 % de celui de l'administration et de la santé.

## Culture locale et patrimoine

### Lieux et monuments
Le patrimoine, :
- La chapelle, rue de la Mairie ;

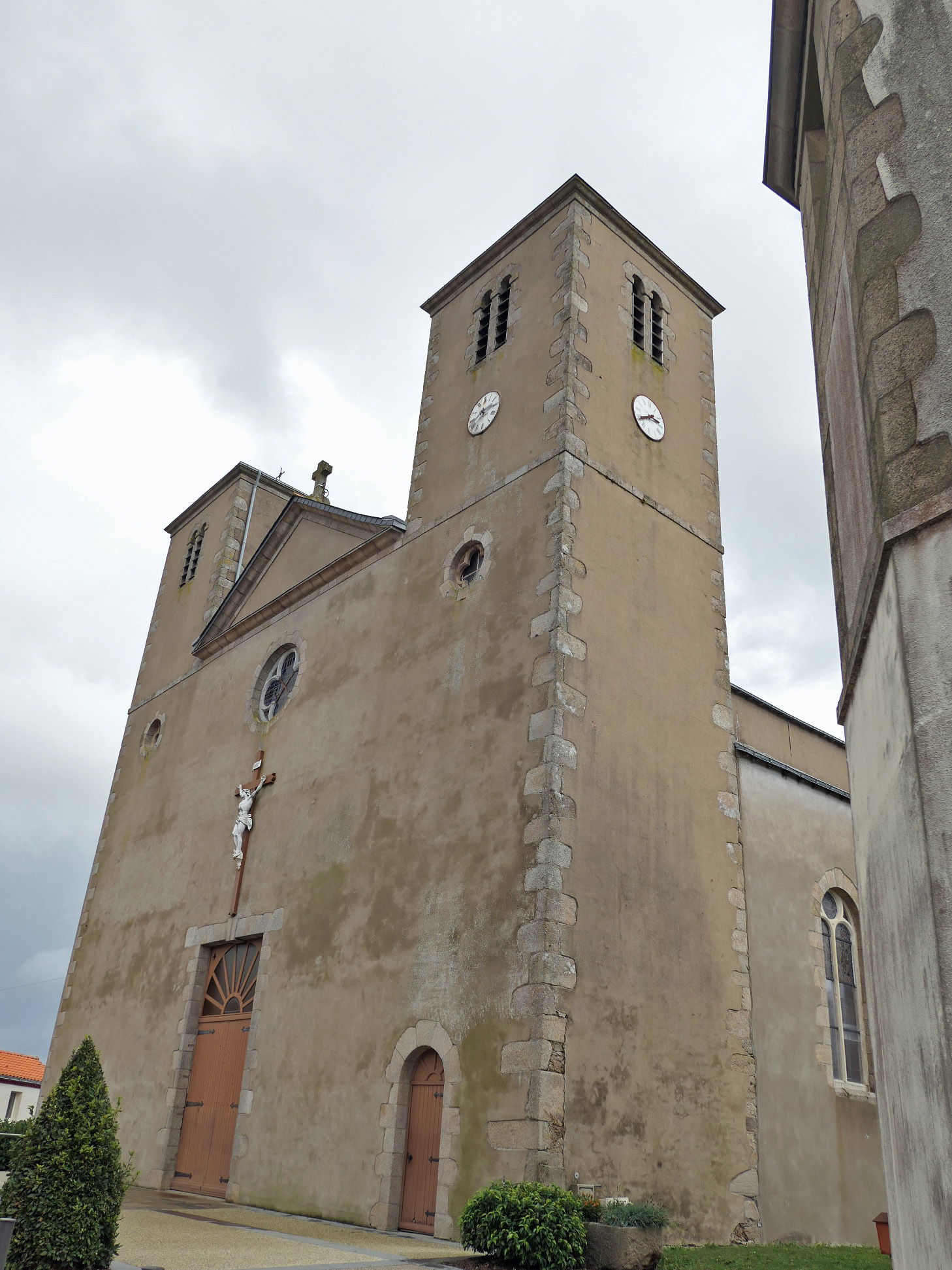
Église Saint-Romain.

- L'église Saint-Romain, reconstruite en 1841 ;
- Le lavoir, rue de Vendée ;
- Le moulin, route de Cholet ;
- L'oratoire du moulin, route de Cholet.

Le Bouchot est un espace naturel qui longe la Moine, entre les communes de La Séguinière et de La Romagne.